# Hans Ruser

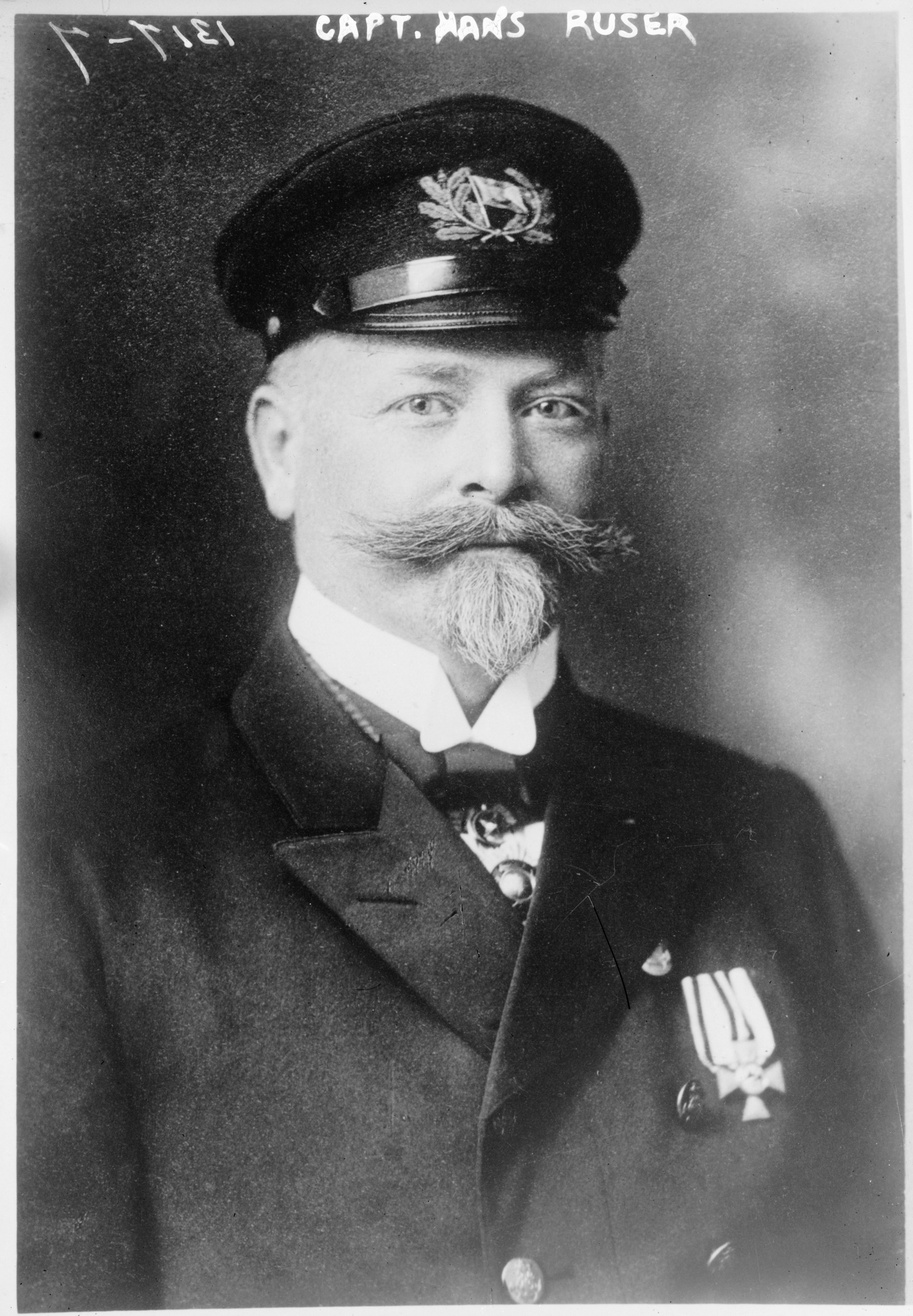
Kapitän Hans Ruser

Hans Ruser (* 2. Juni 1862 in Burg auf Fehmarn, Herzogtum Schleswig; † 5. April 1930 in Hamburg) war ein deutscher Kapitän und Polarforscher.

## Leben
Hans Ruser war das jüngste von elf Kindern von Ludwig August Ruser (1819–1897) und Maria Dorothea geb. Erichsen (1821–1903). Er war mit Annemarie Bruhn (* 1881) verheiratet. Hans Ruser war Kapitän der Gauß während der deutschen Gauß-Expedition 1901–1903 unter Erich von Drygalski. Für diese Leistung wurde er 1904 von Kaiser Wilhelm II. mit dem Roten Adlerorden ausgezeichnet. Er war ab 1913 Kommodore der Hamburg-Amerikanischen Packetfahrt-Actien-Gesellschaft und Kapitän der Imperator. Für die Indienststellung der Vaterland. gab er am 17. November 1913 das Kommando an den neuen Kommodore Thomas Kier ab und übernahm das Kommando über die Vaterland. Hans Ruser war mit dem Generaldirektor der HAPAG Albert Ballin befreundet. Im Frühjahr 1919 wurde er zum Chef der deutschen Einwanderungsbehörde ernannt. Hans Rusers letzte Dienstfahrt war im März 1921 die Überführung der für die HAPAG gebauten Bismarck von Hamburg nach Southampton, wo sie als Majestic in den Besitz der White Star Line überging. Vor 1922 kaufte er sich als Partner in die 1789 gegründete Weinhandlungsfirma Wergans & Ahrens ein.

## Ehrungen
- Kap Ruser, gelegen 49° 25′ 42″ S, 69° 54′ 51″O auf Kerguelen, (heute Pointe Bass) wurde nach Hans Ruser benannt.[1]
- Das 1964 gebaute Cuxhavener Lotsenversetzschiff erhielt Hans Ruser zu Ehren den Namen Kommodore Ruser.

## Trivia
Hans und Annemarie Rusers Sohn, der am 4. April 1905 in Hamburg geborene Dr. oec. publ. Hans Ruser, wurde im Marienburg-Prozess 1936 wegen Homosexualität zu sechs Monaten Gefängnis verurteilt. Die Strafe wurde jedoch gegen Auflagen ausgesetzt.

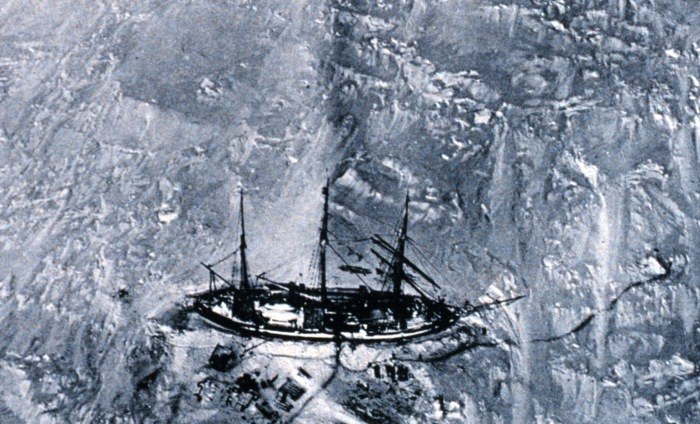
Die im Eis eingeschlossene Gauß am 29. März 1902. Dieses aus einem Fesselballon aufgenommene Foto ist die erste Luftaufnahme in der Antarktis.
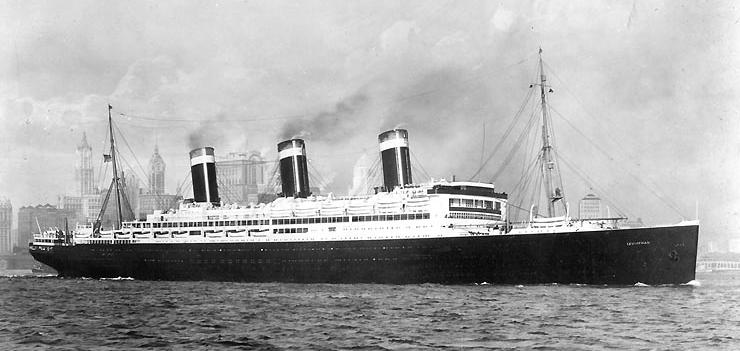
Die Vaterland als Leviathan